# موریس دوکبرا
موریس دوکبرا (۲۶ مه ۱۸۸۵ پاریس - ۱ ژوئن ۱۹۷۳ پاریس) نویسنده شهیر فرانسوی است. نام واقعی او موریس تسیر بود. او یکی از نویسندگان مشهور فرانسوی در فاصله جنگ‌های جهانی اول و دوم در دهه‌های ۱۹۲۰ و ۱۹۳۰ بود. کتاب‌های او به ۷۷ زبان ترجمه شده‌است.

## آثار
برخی از آثار دوکبرا عبارتند از:
- اشرافیان بی‌پول
- زندانی کازابلانکا
- ماروا
- آقایان تومی‌ها
- نیمه شب
- میدان پیگال
- کارتیه لاتن
- ماکائو یک جهنم قمار
- تیرباران شده سپیده دم
- سکوت او
- معشوقه‌های من[۲]
- زندگی جدی و شوخی[۳]